# Сисма, Доминго
Доминго Сисма Гонсалес (исп. Domingo Cisma González; 9 февраля 1982, Севилья, Испания) — испанский футболист, защитник.

## Биография
Доминго Сисма начал карьеру в команде Айамонте, в четвёртом по силе дивизионе Испании. В 2003 году был приглашён в «Атлетико Мадрид B», однако пробиться в основу «матрасников» так и не сумел. Четыре сезона (с перерывом) провёл в клубе «Альмерия». Один сезон в «Нумансии» и два сезона в «Расинге». Летом 2012 года перешёл в «Атлетико Мадрид». 22 декабря 2012 дебютировал за матрасников в чемпионате Испании в матче против «Сельты».

## Достижения
- Обладатель Кубка Испании: 2012/13